# SpiderOak One Backup
SpiderOak One Backup ist ein Filehosting-Dienst und eine Backup-Lösung vom Unternehmen SpiderOak, der vorrangig für Privatnutzer gedacht ist. Zur Synchronisation und Sicherung von Dateien steht eine Software mit dem Namen SpiderOak One für Windows, macOS und Linux zur Verfügung. Es können damit Daten des Nutzers gesichert und einzelne Ordner oder Dateien für andere Personen freigeben beziehungsweise diese auf verschiedenen Systemen synchronisiert werden. Hierbei liegt der Fokus auf der Privatsphäre der Anwender.

## Wartungsmodus
Laut Auskunft vom SpiderOak-Support (April 2023) befindet sich SpiderOak One Backup seit März 2020 im „Wartungsmodus“ und wird nicht mehr weiterentwickelt. Programmupdates soll es aktuell keine mehr geben. Das System wird aber weiterbetrieben und kann ohne Einschränkungen nach wie vor genutzt werden. Ebenso wird noch Support geleistet. Das Produkt kann seit spätestens Oktober 2023 nicht mehr gebucht werden.

## Funktionen
Die zentrale Rolle spielt bei SpiderOak die Datensicherung. Hierbei hat der Benutzer die Möglichkeit, auf seine bestehende Ordnerstruktur aufzubauen, indem er festlegt, welche Dateitypen (Text, Audio, Video, …), Ordner oder Dateien er sichern möchte. Somit brauchen die Dateien nicht erst in einem bestimmten Ordner abgelegt zu werden, sondern können von ihrem regulären Speicherort aus gesichert werden.
Da die Daten nicht nur in der Cloud, sondern auch auf einem Computer abgelegt werden, kann der Nutzer auch ohne Internetzugriff seine Dokumente verwenden. Diese werden dann bei der nächsten Verbindung entsprechend gesichert. Um Speicherplatz sowie die benötigte Zeit für den Sicherungsvorgang zu sparen, benutzt SpiderOak Deduplikation. Dies führt dazu, dass nach dem ersten Hochladen einer Datei nur die einzelnen Veränderungen auf den Server geladen werden müssen und nicht jedes Mal die gesamte Datei. Alle Dateiänderungen werden mit einem Zeitstempel versehen und können einzeln wiederhergestellt werden (Versionierung). Ein versehentliches Überschreiben von Dateien z. B. durch Ransomware wird somit verhindert. Nach dem Datensicherungsvorgang kann über das Programm die Synchronisation mit anderen Rechnern und die Freigabe von Dateien veranlasst werden.

## Sicherheit
Um die Privatsphäre der Benutzer zu gewährleisten, werden alle Daten lokal, d. h. vor dem Hochladen, verschlüsselt. Das Passwort liegt laut Angaben der Entwickler auf den Servern nicht im Klartext vor, sofern weder die mobilen Apps noch der Webzugang verwendet werden. In diesem Fall wird das Passwort im temporären Speicher der Server von SpiderOak vorgehalten, um die Daten auf dem Server zu entschlüsseln. Somit ist sichergestellt, dass weder Mitarbeiter des Unternehmens noch Fremde über den Server auf die Daten zugreifen können. Dies ist der sogenannte No-Knowledge-Ansatz, den das Unternehmen verfolgt. Dafür muss der Nachteil in Kauf genommen werden, dass es keine Möglichkeit gibt, sich ein vergessenes Passwort zusenden zu lassen. Allerdings wird bei der Registrierung ein Passworthinweis festgelegt, der hilft, sich an das Passwort zu erinnern.
Da SpiderOak seinen Sitz in den USA hat, unterliegt es dem dortigen Recht. Dieses sieht National Security Letters vor, die US-Behörden den Zugriff auf Nutzerdaten erlauben – auch indem Änderungen an einem bisher zugriffssicheren Programm verlangt werden (siehe Fall Lavabit). Aufgrund der Geheimhaltungspflicht, die mit einem National Security Letter regelmäßig einhergeht, ist es für den Nutzer grundsätzlich nicht möglich, die Sicherheit seiner Daten zu prüfen.
Die clientseitige Verschlüsselung und der Zero-Knowledge-Ansatz sind die Gründe, warum auch der NSA-Whistleblower Edward Snowden eine Empfehlung für SpiderOak aussprach. Der Hersteller wies im Februar 2017 jedoch darauf hin, dass die Beschreibung des Dienstes als „Zero Knowledge“ technisch gesehen inkorrekt sei, und änderte die Bezeichnung seines Features in „No Knowledge“.

## Weitere Produkte von SpiderOak
SpiderOak Groups Backup ist ein für Geschäftskunden optimiertes Produkt mit ähnlichen Funktionen wie SpiderOak One.
Enterprise Backup ist eine Backuplösung mit der Möglichkeit zur LDAP-Integration.
Crossclave ist eine SaaS-Kollaborationssoftware von SpiderOak, die ab 22. Juni 2023 nicht mehr vertrieben wurde und am 20. September 2023 abgeschaltet wurde.
Seit September 2023 steht eine kostenlose Version ohne Mengenbeschränkungen für AWS zur Verfügung.
Encryptr ist ein einfacher Passwortmanager, dessen Quellcode auf Github veröffentlicht wurde. Letzte Veröffentlichung im Dezember 2015.

## SpiderOak
Das Unternehmen SpiderOak hat im Lauf der letzten Jahre seinen Fokus von Verbrauchersoftware auf Geschäfts- und Regierungskunden verlagert. Aktuell werden Produkte für Verschlüsselungs-, Verteidigungs- und Überwachungsaufgaben im Bereich der Luft- und Raumfahrt angeboten.